# Jean Leon Gerome Ferris
Jean Leon Gerome Ferris (Filadélfia, 8 de agosto de 1863 – Filadélfia, 18 de março de 1930) foi um pintor americano mais conhecido por sua série de 78 cenas da história americana, intitulado O Concurso de uma Nação (The Pageant of a Nation) a maior série de pinturas históricas americanas por um único artista.
Ferris nasceu na Filadélfia, Pensilvânia, filho de Stephen James Ferris, um pintor de retratos que era um devoto de Jean-Léon Gérôme (depois de quem ele foi nomeado) e também um admirador de Mariano Fortuny. Ele cresceu em torno da arte; ele foi treinado por seu pai e seus tios Edward Moran e Thomas Moran foram ambos aclamados pintores.

## Vida e obra
Ferris se matriculou na Academia de Belas Artes da Pensilvânia em 1879 e treinou mais na Academia Juliana a partir de 1883, sob o comando de William-Adolphe Bouguereau. [2] Ele também conheceu seu homônimo Jean-Léon Gérôme, que influenciou muito sua decisão de pintar cenas da história americana. Ferris escreveu: "O axioma de [Gérôme] era aquele que pintaria melhor aquilo com o qual ele é mais familiar". [4]
Seus primeiros temas eram de natureza orientalista, já que esse movimento estava em voga quando ele era jovem. Em 1882, ele exibiu uma pintura intitulada Feeding the Ibis, que foi avaliada em US $ 600 [5]. Em 1895, ele ganhou uma reputação como pintor histórico, e ele embarcou em seu sonho de criar uma série de pinturas que contavam uma narrativa histórica. Em 1898, ele vendeu o Levee do General Howe, em 1777, mas depois percebeu que tal série não poderia ser completa se as pinturas separadas não pudessem ser mantidas juntas. Consequentemente, ele nunca vendeu outro, mas vendeu os direitos de reprodução para várias editoras. Isso teve o efeito de popularizar muito seu trabalho, já que essas empresas faziam impressões, cartões postais, calendários e cartões comerciais para usar em anúncios. Cartões laminados dessas obras ainda estavam sendo vendidos em 1984. [2]
Ferris casou-se com Annette Amelia Ryder em 1894, e o casal teve uma filha chamada Elizabeth Mary. [6] Ele morreu na Filadélfia em 1930.As pinturas mostraram retratos idealizados de momentos famosos da história americana. A série completa foi exibida no Independence Hall, na Filadélfia, de 1913 a 1930, depois mudou-se para o Congress Hall. Em anos posteriores, foi mostrado em vários locais, incluindo a Smithsonian Institution, antes de ser devolvido à família Ferris. [5] Suas obras foram amplamente populares por muitos anos, mas os críticos modernos são muito menos generosos em seus elogios. A American Philosophical Society alega que suas pinturas históricas confundem "veracidade com verossimilhança", [7] e o historiador de arte Gerald Ackerman as descreve como "esplêndidas na precisão de acessórios, roupas e especialmente nos detalhes de transportes terrestres e navios", mas " extremamente seco na execução e bastante monótono na composição."